# Cheval au Royaume-Uni
Le cheval au Royaume-Uni (anglais : horse) constitue le premier secteur économique sportif. Figurant parmi le trio de tête des pays européens en termes d'élevage de chevaux en l'an 2000, le Royaume-Uni est aussi, historiquement, l'un des premiers territoires occidentaux à connaître une féminisation de ses pratiques équestres, dès les années 1950. 
Le célèbre Pur-sang est natif de ce pays, de même que d'autres races de chevaux mondialement diffusées et connues, telles que le Shetland et le Shire. Les activités équestres sont essentiellement tournées vers le hippisme, le sport, et les loisirs. 

## Histoire

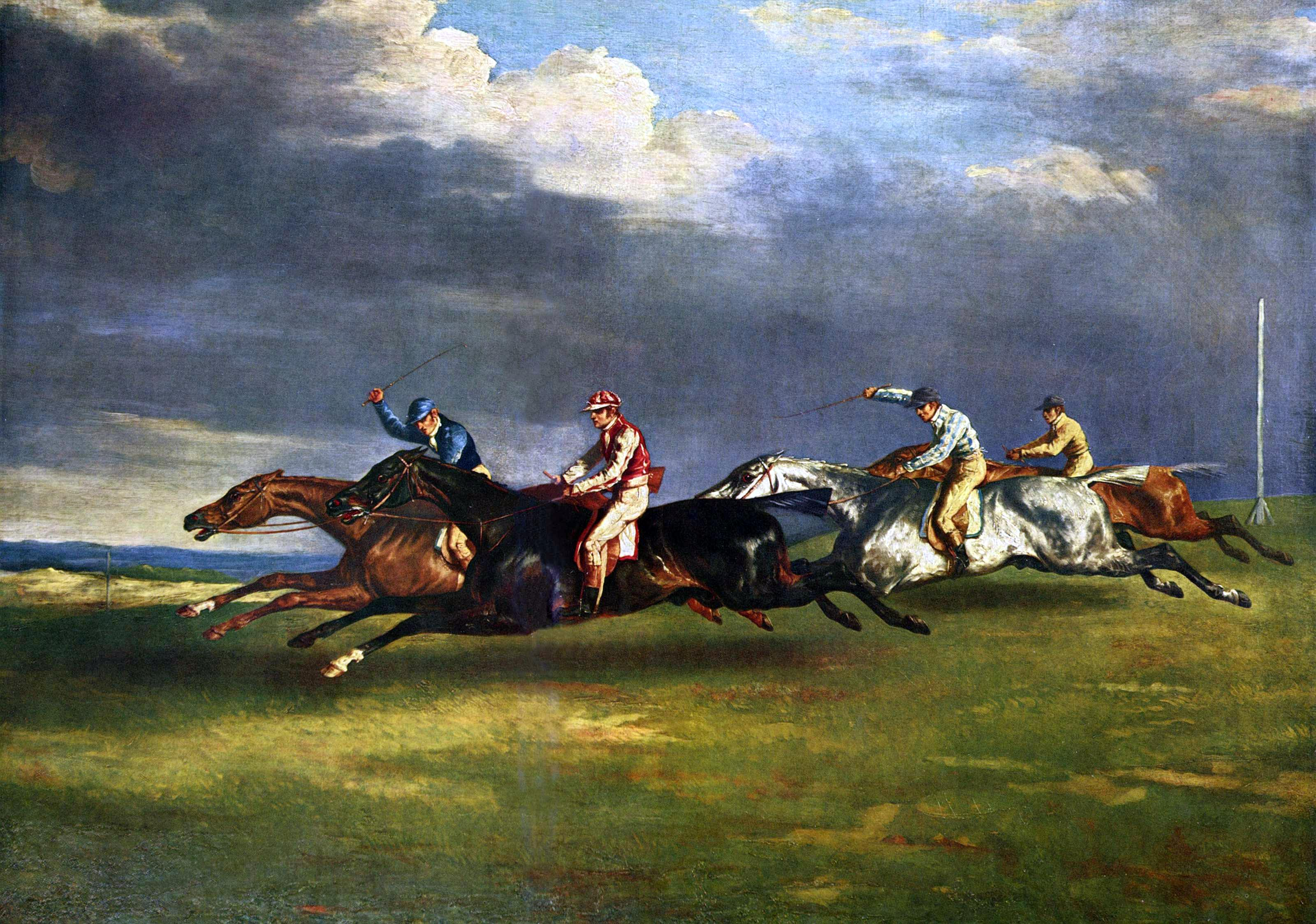
Théodore Géricault, Le Derby d'Epsom, huile sur toile, 1821. Conservé au Musée du Louvre.

La chasse à courre est pratiquée depuis le XVe siècle. L'Angleterre voit se développer le hippisme au XVIIIe siècle : le St. Leger Stakes naît en 1776, les Oaks d'Epsom en 1779, et le Derby d'Epsom en 1780. Les 2 000 guinées Stakes et le 1 000 guinées Stakes sont créés en 1809 et 1814.
Au début du XXe siècle, l'équitation britannique est indissociable des hommes et de la masculinité. D'après la sociologue Manon Hedenborg White, les représentations de genre liées à l'équitation ont vraisemblablement commencé à évoluer dans les années 1950. Pat Smythe, première femme (de nationalité britannique) à participer à des compétitions de saut d'obstacles au niveau olympique, est fortement médiatisée. La féminisation du sport hippique est plus tardive, devenant sensible à la fin du siècle.
En 1982, la population de chevaux au Royaume-Uni est de 140 000. Au début des années 1990, le Royaume-Uni est, avec la France, le principal pays d'élevage du Pur-sang de course.

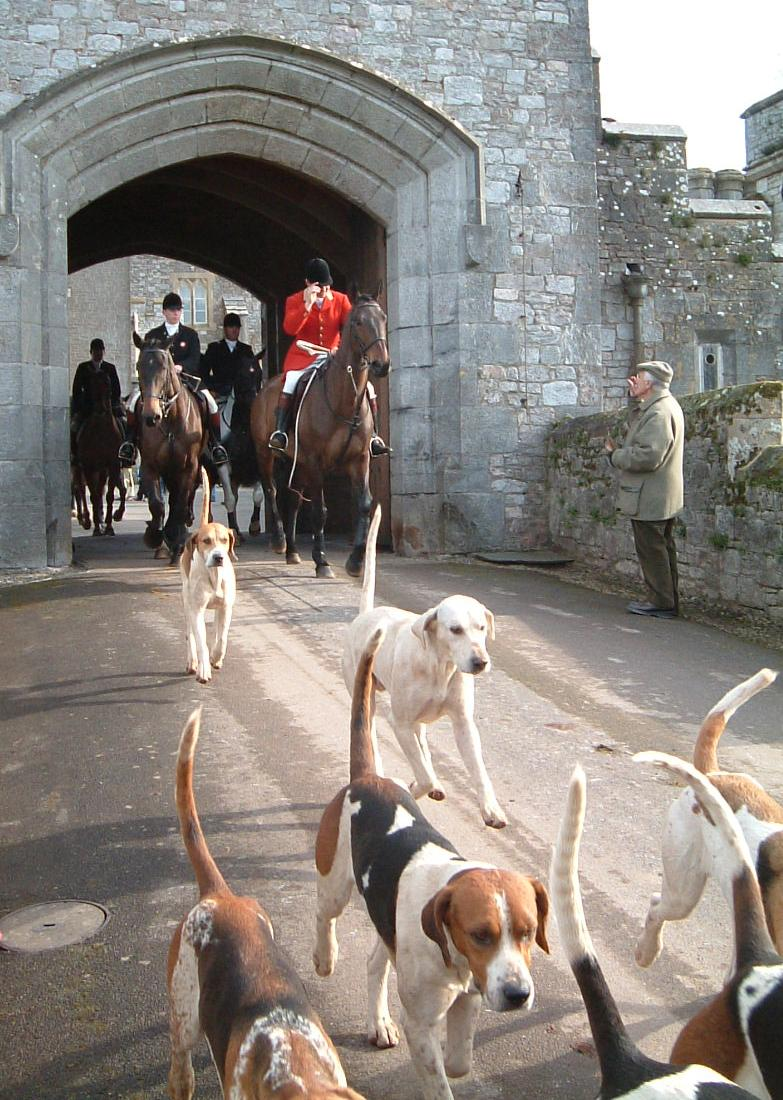
Chasse à courre au renard quittant le château de Powderham dans le Devon, en Angleterre, 2005.

La chasse à courre est interdite en 2004 en Angleterre et au Pays de Galles (avec mise en application l'année suivante), mais reste pratiquée en Irlande du Nord.
La crise économique qui frappe le Royaume-Uni à partir de 2008 entraîne une forte augmentation des coûts d'entretien moyens des animaux (de 4 300 euros en 2005 à 7 200 euros en 2010) ; leurs propriétaires s'en débarrassent en les confiant à des refuges, ou en les envoyant à l'abattoir. L'association Redwings a vu les demandes d'accueil de chevaux augmenter de plus de 100 % entre 2009 et 2010, et aurait reçu la même année 7 000 appels téléphoniques concernant des chevaux laissés à l'abandon, d'après The Independent.  En 2010, plus de 8 000 chevaux  britanniques ont fini à l'abattoir, soit une augmentation de 50 % par rapport à l'année précédente.

## Pratiques et utiliations
L'élevage du Royaume-Uni est tourné vers les sports équestres et hippiques, et les loisirs.
L'hippophagie n'est pas pratiquée, celle-ci constituant un tabou culturel. Le secteur équestre est d'une grande importance économique, l'équitation étant pratiquée dans toutes les classes sociales, constituant aussi le principal employeur sportif du pays. 
On estime le nombre de cavaliers et meneurs d'attelages à 3,5 millions de personnes (vers 2014), soit 3,5 % de la population du Royaume-Uni. Les activités de sports équestres et de loisirs sont gérées par la British Equestrian Federation (BEF). Les sports équestres les plus pratiqués sont le saut d'obstacles et le concours complet. La chasse à courre est d'une grande importance historique et culturelle, représentant le sport national. 
Le sport hippique constitue un secteur économiquement et culturellement incontournable. Les courses sont gérées par la Bristish Horseracing Authority (BHA). Ces courses ont la particularité de n'être représentées que par du galop, au plat ou à l'obstacle : les courses de trot ne sont pas pratiquées.

## Élevage

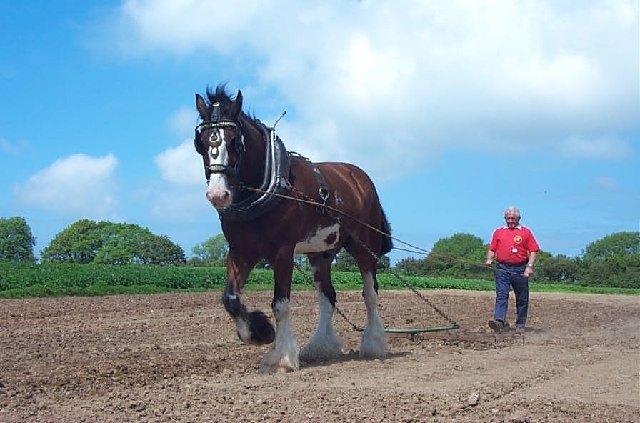
Labour avec un cheval Shire à Eglwyswrw, pays de Galles.

Le climat réchauffé et tempéré par le Gulf Stream procure un environnement favorable à l'élevage de chevaux. Cette activité est forte au Royaume-Uni, ce pays constituant le berceau de certaines des races les plus célèbres au monde, que sont le Pur-sang, le Shire et le Shetland. Une autre caractéristique essentielle de l'élevage britannique réside dans la grande diversité des races élevées, la majorité étant des poneys : chaque comté britannique a historiquement sa propre race ou son propre type de chevaux. Ce secteur est, comme de nombreux autres, très libéralisé, mais le gouvernement reste attentif à la défense de ses intérêts.
La population équine est estimée à presque un million d'individus au début du XXIe siècle, ce qui place le Royaume-Uni dans le trio de tête européen des pays au plus grand nombre de chevaux, avec la France et l'Allemagne. En 2000, 965 000 chevaux sont comptabilisés, ce qui donne un taux de 16,4 chevaux pour 1 000 habitants.
La base de données DAD-IS répertorie une cinquantaine de races de chevaux élevées actuellement ou par le passé au Royaume-Uni

### Chevaux de selle et de sport
Le Royaume-Uni compte deux stud-books de warmblood sportifs, l'Anglo-européen et le Britannique sang-chaud.
L'élevage de l'Arabe est assez rare, de même que celui du Quarter Horse ; celui du Lipizzan est rarissime.
L'Islandais, race importée, est élevé au Royaume-Uni, mais ses effectifs sont inconnus.

### Poneys des montagnes et des landes

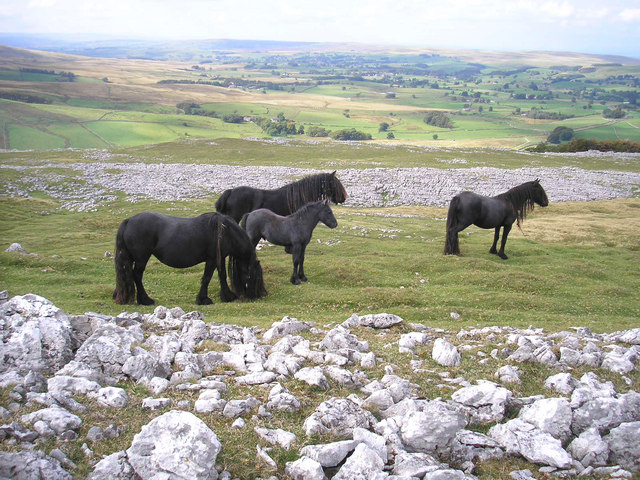
Poneys de race Fell, semi-sauvages.

Les poneys des montagnes et des landes (en anglais : mountain and moorland ponies ou M&M ponies) constituent le groupe de poneys et de petits chevaux rustiques semi-sauvages des landes et des montagnes. Traditionnellement, ces poneys mountain and moorlands comportent neuf races originaires du Royaume-Uni (les quatre types gallois étant comptés comme un seul) : Eriskay, Shetland, Exmoor, Dartmoor, Highland, Dales, Fell, Welsh, et New Forest.
Le Shetland n'est pas considéré comme menacé d'extinction.

### Races éteintes
Le Royaume-Uni est aussi le berceau de races chevalines désormais éteintes, dont le Galloway (originaire d'Écosse et du nord de l'Angleterre), le Goonhilly  (Cornouailles), le Carrossier du Yorkslire (fusionné avec le Cleveland Bay), le Trotteur du Norfolk, l'Old English Black (ancêtre du Clydesdale et du Shire), et différents poneys des Hébrides.

## Culture
De nombreux titres de presse équestre paraissent au Royaume-Uni, dont Horse & Hound et Horse&Rider (en).
Pat Smythe a écrit des autobiographies et des romans équestres, ainsi que des livres pour enfants sur le monde équestre (Pony books, dont la série Ji, Ja, Jo ; Three Jays en version originale), traduite en français chez Hachette dans la collection Bibliothèque verte.